# Konopiště (Lipovice)
Konopiště je malá vesnice, část obce Lipovice v okrese Prachatice v Jihočeském kraji. Nachází se asi 1,5 kilometru západně od Lipovic. Je zde evidováno 44 adres. V roce 2011 zde trvale žilo 91 obyvatel.
Konopiště leží v katastrálním území Lipovice o výměře 4,69 km².

## Historie
První písemná zmínka o vesnici pochází z roku 1597.

## Obyvatelstvo
| Rok            | 1869 | 1880 | 1890 | 1900 | 1910 | 1921 | 1930 | 1950 | 1961 | 1970 | 1980 | 1991 | 2001 | 2011 | 2021 |
| -------------- | ---- | ---- | ---- | ---- | ---- | ---- | ---- | ---- | ---- | ---- | ---- | ---- | ---- | ---- | ---- |
| Počet obyvatel | 291  | 277  | 286  | 271  | 264  | 256  | 219  | 188  | 171  | 141  | 122  | 106  | 82   | 92   | 80   |
| Počet domů     | 37   | 35   | 35   | 35   | 35   | 36   | 40   | 43   | 43   | 39   | 38   | 41   | 41   | 42   | 42   |

## Obecní správa
Při sčítání lidu v letech 1850–1963 Konopiště bylo osadou obce Lipovice v okrese Prachatice. V letech 1964–1990 bylo částí městyse Dub v okrese Prachatice. Od 24. listopadu 1990 je opět částí obce Lipovice v okrese Prachatice.